# Брайт, Марк
Марк Эбрахам Брайт (англ. Mark Abraham Bright; 6 июня 1962, Сток-он-Трент, Англия) — английский футболист, играющий на позиции нападающего, тренер, директор академии «Кристал Пэлас».

## Биография
Брайт родился в Сток-он-Тренте в семье Эдвина Брайта, водителя вилочного погрузчика из Гамбии, и Морин Брайт, белой англичанки. Его мать ушла из семьи в ноябре 1964 года, и отец отдал Брайта и его брата Филиппа в детский дом. До достижения 18-ти лет Марк со своим братом успели «сменить» несколько семей. Рой Брайт, фронтмен рок-группы Exit State, утверждает, что является сводным братом Марка Брайта.

## Карьера
Марк начинал свою карьеру в лиге графства Чешир, «Лик Таун», параллельно работая на фабрике. В октябре 1981 года Брайт перешёл в «Порт Вейл» Джона Макграта, клуб, в молодёжном составе которого, Марк играл до 16 лет. Он дебютировал в стартовом составе клуба в последний игровой день сезона 1981/82, выиграв с командой матч против «Торки Юнайтед» на «Вейл Парк». За две недели до этого, 1 мая 1982 года, он вышел на замену в нулевой ничьей с «Йорком». В следующем чемпионском сезоне 1982/83 (клуб выиграл чемпионат четвертого дивизиона и заслужил повышение), Брайт сыграл лишь раз и забив один гол в домашнем победном матче с «Херефорд Юнайтед» 9 октября (2:0). 
В 2019 году он был введён в Зал славы города Сток-он-Трент. 

## Личная жизнь
В 1995 году Марк Брайт познакомился с британской певицей и актрисой Мишель Гейли, в следующем году пара поженилась в Лас-Вегасе. В 2007 году они развелись, оставшись друзьями. Их сын, Исайя, родился в апреле 2000 года. 
После завершения футбольной карьеры Марк принимает активное участие в полумарафонах шесть полумарафонах, также является постоянным участников Лондонского марафона.